# 冀靖遠
冀靖远（？—？）。直隶曲周县人，清朝政治人物。同進士出身。

## 生平
康熙二十七年，登進士，康熙五十三年，由朔州知州降為泉州府通判，有政績。